# Đảo Kaffeklubben

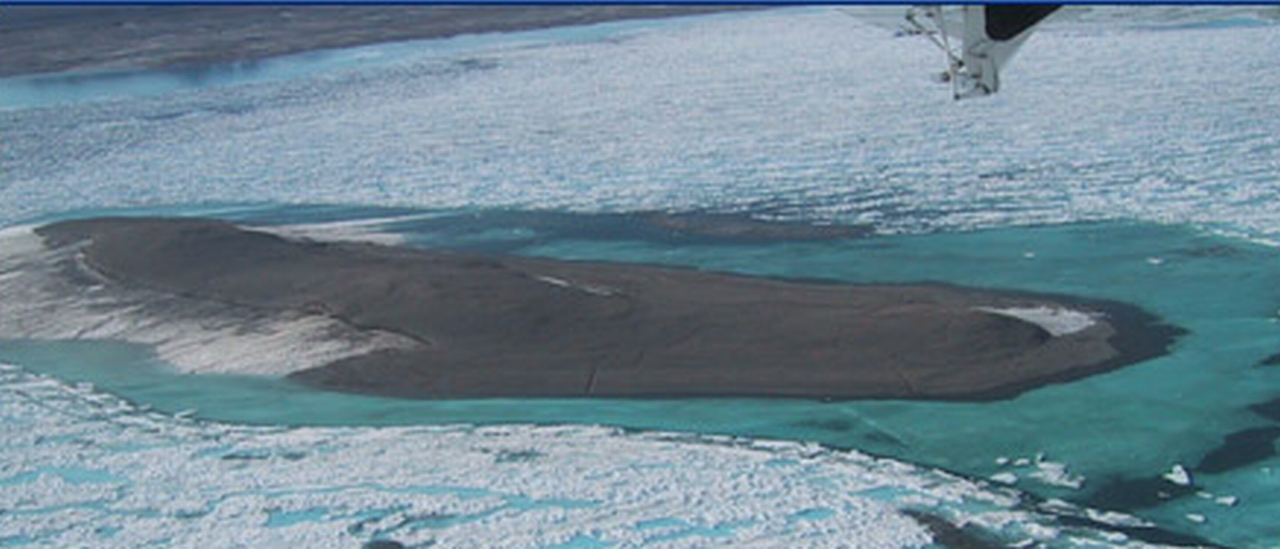
Đảo Kaffeklubben được chụp ở trên không

Đảo Kaffeklubben hoặc đảo Câu lạc bộ Cà phê (tiếng Đan Mạch: Kaffeklubben Ø; tiếng Greenland: Inuit Qeqertaat) là một hòn đảo nhỏ nằm ngoài khơi mũi phía bắc của Greenland. Nó chứa các điểm cực Bắc của đất trên Trái Đất.
Đảo Kaffeklubben nằm ở 83 ° 40'N 29 ° 50'W tọa độ: 83 ° 40'N 29 ° 50'W, và cự ly là 713,5 km (443,3 mi) từ địa lý Bắc Cực. Nó nằm ở phía bắc của Frederick E. Hyde Fjord, khoảng 37 km (23 dặm) về phía đông của mũi Morris Jesup và tây mũi Bridgman, một chút đông của một điểm trung tâm dọc theo bờ biển phía bắc của Greenland. Đảo Kaffeklubben dài khoảng 0,7 km (0.43 mi), và rộng khoảng 300 mét (980 ft) tại điểm rộng nhất của nó.